# Acusación contra la Reserva Federal
Acusación contra la Reserva Federal es un libro de 1994 realizado por Murray N. Rothbard que da una mirada crítica a la Reserva Federal de los Estados Unidos, la banca de reserva fraccionaria, y los bancos centrales en general. En él se detalla la historia de la banca de reserva fraccionaria y la influencia que los banqueros han tenido sobre la política monetaria en los últimos siglos.
Rothbard explica que la afirmación de que la Reserva Federal está diseñada para luchar contra la inflación es un sofisma. Él explica que, dado que la inflación de precios se debe sólo al aumento en la oferta de dinero, y sólo los bancos aumentan la oferta de dinero, los bancos, incluida la Reserva Federal, son la única fuente de la inflación.

## Contenido
El libro está dividido de la siguiente forma:
- Introducción: Dinero y Política
- Génesis del Dinero
- ¿Cuál es la Cantidad Óptima de Dinero?
- Inflación y Falsificación Monetaria
- Falsificación Legalizada
- Banca de Préstamos
- Banca de Depósitos
- Problemas Para el Banquero de Reserva-Fraccionaria:
  - El Derecho Penal
- Problemas Para el Banquero de Reserva-Fraccionaria:
  - Insolvencia
- Ciclos Económicos [Booms and Busts]
- Tipos de Recibos de Depósitos
- El Banco Central
- Reduciendo los Límites a la Expansión de Crédito Bancario
- El Banco Central Compra Activos
- Orígenes del Banco Central Norteamericano [Reserva Federal]:
- La Llegada del Sistema de Banca Nacional
- Orígenes de la Reserva Federal:
  - El Descontento de Wall Street
- Imponiendo el Cártel:
  - La Línea Progresista
- Imponiendo un Banco Central:
  - Manipulando un Movimiento 1897 - 1902
- El Movimiento a Favor del Banco Central Revive, 1906 - 1910
- La Culminación en la Isla Jekyll
- La Fed al fin: La Inflación Controlada por Morgan
- El Nuevo Acuerdo [New Deal] y el desplazamiento de los Morgan
- "Seguro" de Depósitos
- Cómo Regula y Causa Inflación el Banco Central
- ¿Qué se Puede Hacer?
- Index